# مقاطعة رينفيل (داكوتا الشمالية)
رينفيل (بالإنجليزية: Renville)‏ هي إحدى مقاطعات ولاية داكوتا الشمالية في الولايات المتحدة الأمريكية.